# David Abrard
Pour les articles homonymes, voir Abrard.
 (août 2011).
David Abrard, né à Sainte-Adresse en Seine-Maritime le 27 novembre 1976, est un nageur français aujourd'hui spécialisé dans la pratique du papillon.

## Compétitions, records et prix
À l'occasion de la finale des Championnats de France, David Abrard bat le record du 400m nage libre normand précédemment établi par Stéphan Caron. Il établit également un nouveau record (dans la catégorie 15 ans Normandie) lors des Journées olympiques européennes à Bruxelles. Ce record lui offre la médaille d'or en relais avec l'Équipe de France.
Abrard gagne également la médaille de bronze du 200m papillon lors des Championnats d'Europe de 1996 à Rostock en Allemagne finissant ex æquo avec le Suisse Adrian Andermatt.
Il représente la France aux Jeux olympiques de 1996 à Atlanta.